# 56 Andromedae
56 Andromedae (56 And), som är stjärnans Flamsteedbeteckning, är en trolig dubbelstjärna belägen i den mellersta delen av stjärnbilden Andromeda. Den har en kombinerad skenbar magnitud på ca 5,69 och är svagt synlig för blotta ögat där ljusföroreningar ej förekommer. Baserat på parallaxmätning med Gayateleskopet på ca 9,9 mas, beräknas den befinna sig på ett avstånd på ca 330 ljusår (ca 101 parsek) från solen. Stjärnan rör sig bort från solen med en heliocentrisk radiell hastighet av ca 62 km/s och förflyttar sig över himlavalvet med 0,183 bågsekunder per år. Stjärnorna är placerade nära siktlinjen till den öppna stjärnhopen NGC 752, som ligger 1 490 ljusår bort.

## Egenskaper
Primärstjärnan 56 Andromedae A är en röd till orange jättestjärna av spektralklass K0 III, vilket anger att den har förbrukat förrådet väte i dess kärna och utvecklats bort från huvudserien. Den är en stjärna belägen i röda klumpen och har genomgått en "helium flash" och genererar för närvarande energi genom fusion av helium i dess kärna. Den har en massa som är ca 1,3 gånger solens massa, en radie som är ca 11 gånger större än solens och utsänder ca 56 gånger mera energi än solen från dess fotosfär vid en effektiv temperatur på ca 4 800 K. Stjärnan har en försumbar observerbar rotationshastighet, beroende på att stjärnans rotationsaxel troligen är riktad mot jorden.
Följeslagaren 56 Andromedae B är en stjärna med magnitud 11,93 separerad från huvudstjärnan med 18,50 bågsekunder vid en positionsvinkel på 77° år 2001. År 1903 var separationen 18,4 bågsekunder vid en positionsvinkel på 80°.